# مهراب بازار
مهراب بازار (بالفارسية: مهراب بازار) هي قرية تقع في البلدة المركزية في إيران. يقدر عدد سكانها بـ 14 نسمة بحسب إحصاء 2016.